# Instituto Português do Livro e das Bibliotecas
O Instituto Português do Livro e das Bibliotecas ou IPLB, foi um órgão do Ministério da Cultura de Portugal, que tinha como função primordial a promoção da leitura. Para esse efeito, fornecia apoio técnico e financeiro à criação de bibliotecas. Foi fundido com a Direção-Geral de Arquivos, em 2012, dando origem à Direção-Geral do Livro, dos Arquivos e das Bibliotecas, à qual compete atualmente o cumprimento das missões que lhe eram atribuídas.
No Brasil, foi a partir da 16ª Bienal do Livro de São Paulo (2000) que autores portugueses passaram a ter mais destaque nas prateleiras das livrarias brasileiras. Segundo afirma a jornalista Luciana Araújo, mestranda em teoria literária da Universidade de São Paulo (USP), uma das causas para esse aumento é o apoio dado pelo IPLB, que cobre entre 30% e 60% dos custos totais da edição de livros portugueses no Brasil. 
Desde a criação do programa de apoio a edições de autores portugueses e africanos de língua portuguesa no Brasil (2003), até o ano de 2006 (as obras beneficiadas pelo programa em 2007, até março do mesmo período ainda não haviam sido divulgadas) o programa ajudou a publicar cerca de 110 títulos, entre eles, obras de Eça de Queiroz, Mário de Sá-Carneiro e Camões, e mais intensamente as contemporâneas. A coleção Tanto Mar, da Editora Planeta do Brasil, por exemplo, foi toda publicada com a ajuda do governo português, trazendo nomes como Rui Zink (O reserva), Filipa Melo (Este é meu corpo), Agustina Bessa-Luís (Vale Abraão), Teolinda Gersão (Árvore das palavras) e o brasileiro com dicção lusitana Paulo Nogueira (O suicida feliz), Inês Pedrosa (Fazes-me falta, Nas tuas mãos e Instrução dos amantes). 
Segundo Rogério Alves, editor da Planeta do Brasil, a ajuda financeira do governo português não apenas cobre os custos da edição desses autores, mas também auxilia na divulgação das obras e no  custo de passagens.

## Origem do IPLB
- 1980 - Instituto Português do Livro
- 1987 - Instituto Português do Livro e da Leitura
- 1992 - Instituto da Biblioteca Nacional e do Livro
- 1997 - Instituto Português do Livro e das Bibliotecas
- 2007 - Direcção Geral do Livro e das Bibliotecas

## Bibliotecas públicas criadas
- 2005
  - Biblioteca Municipal de Sesimbra
  - Biblioteca Municipal Irene Lisboa - Arruda dos Vinhos
  - Biblioteca Municipal de Murça
  - Biblioteca Municipal de Ílhavo
  - Biblioteca Municipal de Sines
  - Biblioteca Municipal de Salvaterra de Magos
  - Biblioteca Municipal de Fronteira
  - Biblioteca Municipal de Valongo
  - Biblioteca Municipal de Valença
  - Biblioteca Municipal Florbela Espanca - Matosinhos
  - Biblioteca Municipal de Palmela
- 2006
  - Biblioteca Municipal de Monforte
  - Biblioteca Municipal da Golegã

## Prémios atribuídos pelo IPLB
- Prémio Nacional da Ilustração (promoção a leitura entre os mais novos)

## Prémios apoiados pelo IPLB
- Grande Prémio de Romance e Novela APE/IPLB
- Prémio Camões
- Prémio D. Diniz, da Fundação Casa de Mateus
- Prémio Jacinto do Prado Coelho, do Centro Português da Associação Internacional de Críticos Literários
- Grande Prémio Internacional de Linguística Lindley Cintra, da Sociedade de Língua Portuguesa
- Grande Prémio de Tradução Literária, P.E.N. Clube Português / Associação Portuguesa de Tradutores	*Prémio P.E.N. Clube Português de Ensaio
- Prémio P.E.N. Clube Português de Ficção
- Prémio P.E.N. Clube Português de Poesia
- Prémio Raul Proença, da Associação Portuguesa de Bibliotecários, Arquivistas e Documentalistas (BAD)	*Prémio Revelação de Ensaio Literário APE/IPLB
- Prémio Revelação de Ficção APE/IPLB
- Prémio Revelação de Literatura Infanto-Juvenil APE/IPLB
- Prémio Revelação de Poesia APE/IPLB
- Prémio União Latina de Tradução Científica e Técnica em Língua Portuguesa

## Projectos tecnológicos
- RILP - Rede Informática de Leitura Pública (Fases I e II)
- RCBP - Rede de Conhecimento das Bibliotecas Públicas